# Roger de Barbarin
Émile Roger de Thomas de Barbarin (født 2. juni 1860 i Paris, død 4. marts 1925 smst.) var en fransk skytte, som deltog i OL 1900 på hjemmebane i Paris.

## Skydekarriere
De Barbarin deltog i trapskydning ved OL 1900, hvor 31 skytter fra fem nationer deltog. Tre af skytterne scorede 17 point som det højeste i konkurrencen: De Barbarin, belgiske René Guyot og franske grev Justinien de Clary. Der blev foretaget en omskydning, der af uvisse grunde kun omfattede de Barbarin og Guyot, og denne vandt de Barbarin med 13-12, og han fik dermed guld.

## Familie
De Barbarin stammede fra en familie med militærbaggrund. En oldefar deltog aktivt i den Franske Revolution, og en bedstefar var officer i Napoleons krig mod Spanien i begyndelsen af 1800-tallet. Hans far var derimod kunstmaler og en velanset portrætmaler. Hans mor var siciliansk baronesse, og efter hendes død arvede de Barbarin hendes families slot, Castel Belici på mere end 1000 hektar i nærheden af Palermo. I 1908 blev slottet dog solgt til en lokal mafialeder.